# Hitchcockella
Hitchcockella is een geslacht uit de grassenfamilie (Poaceae). De enige soort uit dit geslacht (Hitchcockella baronii) komt voor op Madagaskar.